# Kanton La Côte Vermeille
La Côte Vermeille is een kanton van het Franse departement Pyrénées-Orientales. Het kanton maakt deel uit van het arrondissement Céret.

## Gemeenten
Het kanton La Côte Vermeille omvatte tot 2014 de volgende gemeenten:
- Banyuls-sur-Mer
- Cerbère
- Collioure
- Port-Vendres

Bij de herindeling van de kantons door het decreet van 26 februari 2014, met uitwerking op 22 maart 2015, werden daar volgende drie gemeenten aan toegevoegd :
- Argelès-sur-Mer (hoofdplaats)
- Palau-del-Vidre
- Saint-André